# Pantani di Anguillara
Pantani di Anguillara este o arie protejată (sit de importanță comunitară — SCI, arie de protecție specială avifaunistică — SPA) din Italia întinsă pe o suprafață de 124 ha, integral pe uscat.

## Localizare
Centrul sitului Pantani di Anguillara este situat la coordonatele 37°51′28″N 12°54′55″E / 37.857742°N 12.915337°E.

## Înființare
Situl Pantani di Anguillara a fost declarat arie de protecție specială avifaunistică în decembrie 2019 pentru a proteja 18 specii de animale. Situl a fost protejat și ca sit de importanță comunitară în decembrie 2019.

## Biodiversitate
Situată în ecoregiunea mediteraneană, aria protejată conține 5 habitate naturale: Pseudostepă cu ierburi și specii anuale de Thero-Brachypodietea, Iazuri temporare mediteraneene, Galerii de Salix alba și de Populus alba, Lacuri eutrofice naturale cu vegetație de tip Magnopotamion sau Hydrocharition, Pajiști umede mediteraneene cu ierburi înalte de Molinio-Holoschoenion.
La baza desemnării sitului se află mai multe specii protejate:
- păsări (17): stârc roșu (Ardea purpurea), stârc galben (Ardeola ralloides), Bubulcus ibis, pasărea ogorului (Burhinus oedicnemus), barză albă (Ciconia ciconia), erete de stuf (Circus aeruginosus), erete vânăt (Circus cyaneus), erete alb (Circus macrourus), erete cenușiu (Circus pygargus), egretă mică (Egretta garzetta), becațină comună (Gallinago gallinago), cocor (Grus grus), acvilă pitică (Hieraaetus pennatus), lopătar (Platalea leucorodia), țigănuș (Plegadis falcinellus), ploier auriu (Pluvialis apricaria), nagâț (Vanellus vanellus)
- reptile (1): Emys trinacris